# Sedmerovec
Sedmerovec (ungarisch Szedmerőc – bis 1907 Szedmeróc) ist eine Gemeinde im Nordwesten der Slowakei mit 419 Einwohnern (Stand 31. Dezember 2024), die im Okres Ilava, einem Teil des Trenčiansky kraj, liegt.

## Geographie

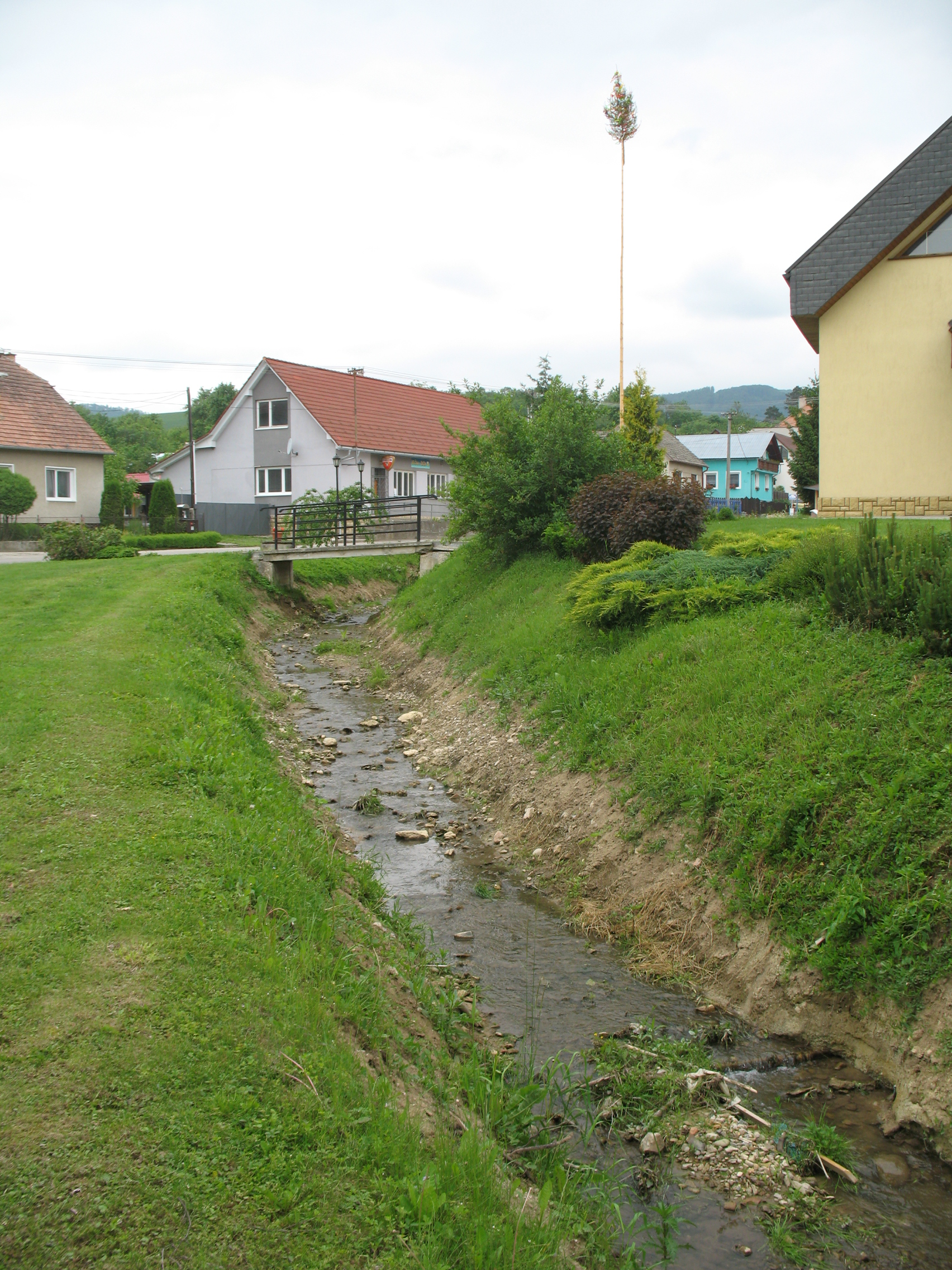
Sedmerovský potok

Die Gemeinde befindet sich im Talkessel Ilavská kotlina, einem Teil von Považské podolie, am Bach Sedmerovský potok im Einzugsgebiet der Waag. Nördliche Teile des Gemeindegebiets sind vom hügellandartigen Gebirgsfuß der Weißen Karpaten geprägt. Das Ortszentrum liegt auf einer Höhe von 258 m n.m. und ist acht Kilometer von Ilava entfernt.
Nachbargemeinden sind Krivoklát im Norden, Bohunice im Osten, Pruské und Ilava im Südosten und Slavnica im Westen.

## Geschichte

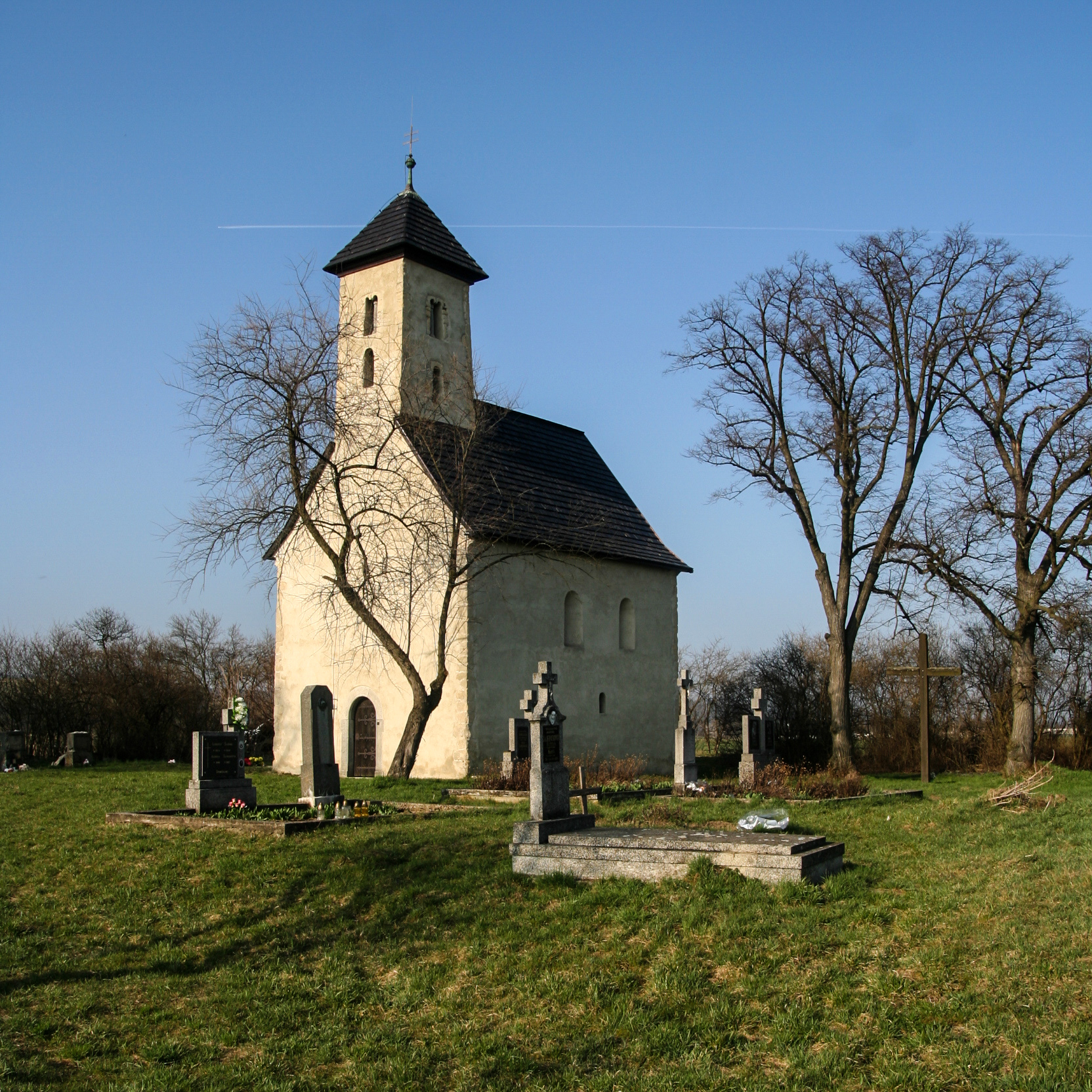
Romanische Johannes-der-Täufer-Kirche in Pominovec

Sedmerovec wurde zum ersten Mal 1229 als Myleuch schriftlich erwähnt und gehörte zum Gut der Familien Pominovszky, Okruczky, Halupa und Pruzsinszky. 1720 wohnten hier 11 Steuerpflichtige, 1784 hatte die Ortschaft 37 Häuser, 44 Familien und 246 Einwohner. 1828 zählte man 41 Häuser und 317 Einwohner, die als Landwirte und Obstbauern beschäftigt waren.
Bis 1918 gehörte der im Komitat Trentschin liegende Ort zum Königreich Ungarn und kam danach zur Tschechoslowakei beziehungsweise Slowakei.
Von 1979 bis 1990 war Sedmerovec Teil der Gemeinde Bolešov.

## Bevölkerung
| Jahr                | 1994 | 2004    | 2014    | 2024    |
| ------------------- | ---- | ------- | ------- | ------- |
| Anzahl der Personen | 403  | 410     | 428     | 419     |
| Unterschied         |      | +1,73 % | +4,39 % | −2,10 % |

| Jahr                | 2023 | 2024    |
| ------------------- | ---- | ------- |
| Anzahl der Personen | 424  | 419     |
| Unterschied         |      | −1,17 % |

Nach der Volkszählung 2011 wohnten in Sedmerovec 432 Einwohner, davon 426 Slowaken. Sechs Einwohner machten keine Angabe zur Ethnie.
416 Einwohner bekannten sich zur römisch-katholischen Kirche und ein Einwohner zur jüdischen Gemeinde. Fünf Einwohner waren konfessionslos und bei 10 Einwohnern wurde die Konfession nicht ermittelt.

## Baudenkmäler

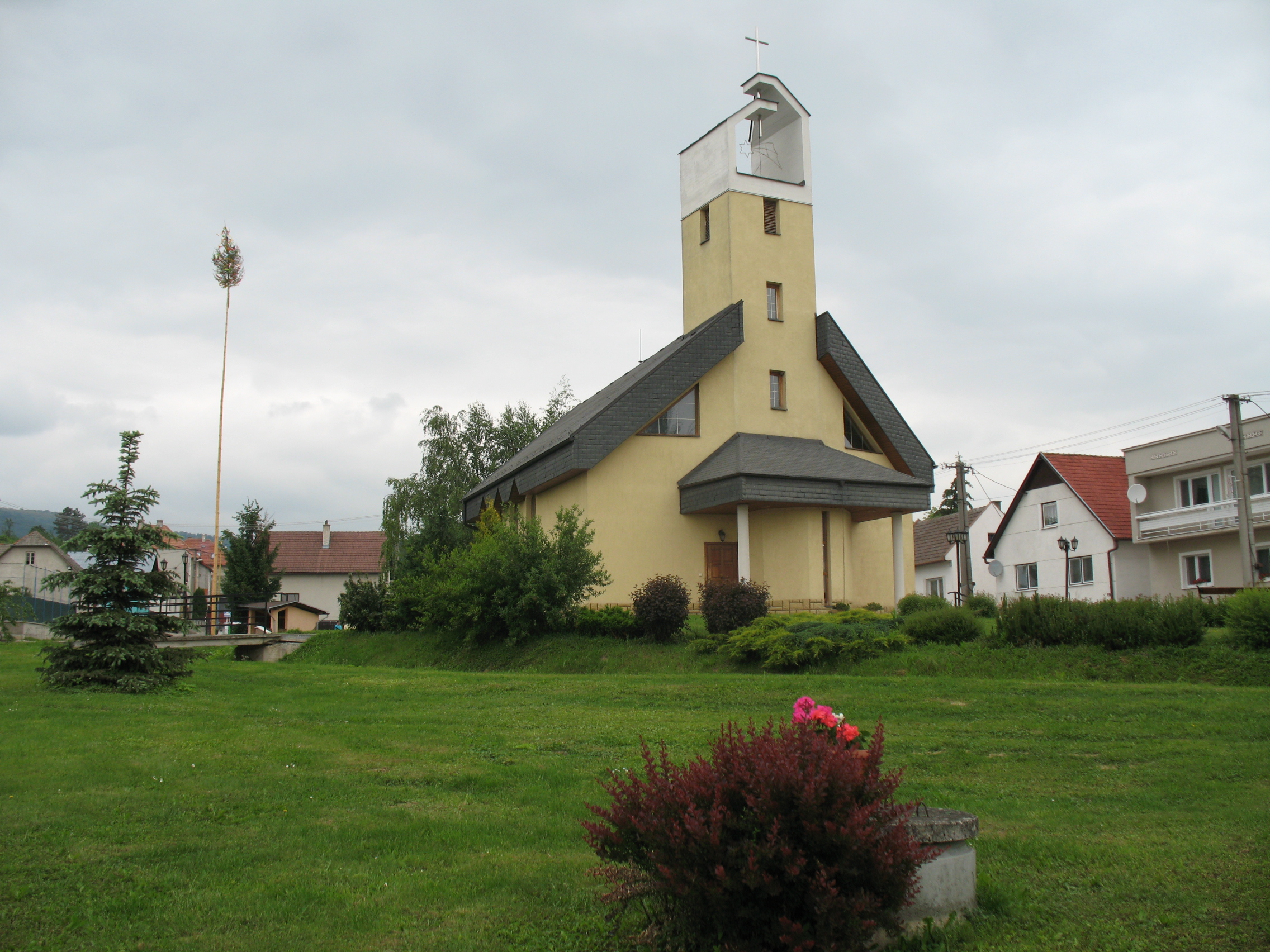
Moderne Herz-Jesu-Kirche in der Ortsmitte

- römisch-katholische Kirche Johannes der Täufer aus der zweiten Hälfte des 12. Jahrhunderts im romanischen Stil, im 18. Jahrhundert barockisiert, gelegen in der Ortslage Pominovce
- römisch-katholische Herz-Jesu-Kirche aus dem Jahr 2002
- Kapelle in der Ortsmitte aus dem Jahr 1925

## Verkehr
Nahe Sedmerovec verläuft die Bahnstrecke Nemšová–Lednické Rovne, die allerdings seit 2003 nicht mehr im regelmäßigen Personenverkehr befahren wird. Am unteren Ortsende mündet die Hauptstraße des Ortes in die Straße 2. Ordnung 507 auf der Teilstrecke zwischen Nemšová und Púchov.